# آتاویست
آتاویست (به انگلیسی: The Atavist) یک بستر چند رسانه ای است. که توسط جفرسون رب، ایوان رتلیف و نیکولاس تامپسون تأسیس شد. در بهار سال ۲۰۱۵، آنها بستر انتشارات رایگان خود را، که با استفاده از گوگل پلیمر ساخته شده بود، منتشر کردند. در ژوئن ۲۰۱۸ آتاویست اعلام کرد که این مجموعه توسط شرکت اتوماتیک خریداری شده‌است. این شرکت تولید کنندهٔ وب‌سایت وردپرس و از مشارکت‌کنندگان اصلی در توسعهٔ سیستم مدیریت محتوای وردپرس است.